# Love Never Fails
"Love Never Fails" (em português, "O Amor Nunca Falha"), é uma canção gravada pela dupla brasileira Sandy & Junior. Lançada como single em junho de 2002, serviu como carro-chefe do décimo álbum de estúdio da dupla, intitulado Internacional, do mesmo ano, projeto que teve como intuito lançar a carreira dos cantores no exterior.
A primeira versão da canção e da cantora Kathie Lee Gifford e foi incluída em The Heart of a Woman, de 2000. Sandy e Junior gravaram versões em português ("O Amor Nos Guiará"), espanhol ("El Amor No Fallará") e francês ("L'amour… Ce Remede") que foi incluída em diferentes versões do álbum.
Experimentou sucesso moderado e alcançou o top vinte em alguns países da Europa e América Latina. No Brasil, venceu o prêmio de "Música Estrangeira Favorita" no Meus Prêmios Nick 2002.

## Informações sobre a faixa
Em 2002, Sandy & Junior empreenderam sua primeira tentativa de ingressar no cenário da música internacional. "Love Never Fails" foi a música de trabalho escolhida para a divulgação desse projeto.
Composta originalmente em inglês por Johnny Mosegaard Pederson, Karlsten Dahlgaard, Julie Morrison e Jane Vaughn, "Love Never Fails" foi também adaptada aos idiomas espanhol, francês e português. Na edição brasileira de Internacional, apenas a faixa em inglês e a versão em português estão disponíveis. As outras duas saíram inicialmente nas edições latinas e europeias do disco, mas posteriormente foram inclusas em Ao Vivo no Maracanã, lançado no Brasil em dezembro de 2002.
"Love Never Fails" foi adaptada em português pela própria Sandy em parceria com Dudu Falcão, e recebeu o nome "O Amor Nos Guiará". A versão em espanhol, com letra escrita por Nacho Mañó, chama-se "El Amor No Fallará". Boris Bergman foi encarregado de escrever a letra em francês, cujo nome é "L'Amour… Ce Remede".
Em uma entrevista ao programa de variedades Fantástico, exibido no Brasil semanalmente pela Rede Globo, Sandy comentou sobre os desafios da gravação da versão em francês: "Não sei falar nada de francês. Sei algumas expressões. Tive uma aula de uma hora para aprender uma música e mais uma hora para aprender a outra música, que eu ainda vou gravar [referindo-se à canção "'Words Are Not Enough'".

## Videoclipe
O vídeo musical de "Love Never Fails" foi gravado nos dias 13 e 14 de março de 2002, em Miami. A direção ficou nas mãos de Phil Griffin, que também dirigiu a primeira versão do clipe "Swear It Again", do grupo irlandês Westlife.
O vídeo contém cenas de Sandy cantando sentada em uma escada, e Júnior tocando violão no topo de um prédio. Há também takes da dupla passeando de carro pela cidade, cenas com coreografias e tomadas noturnas. O vídeo finaliza com a explosão de fogos de artifício.
A gravação do videoclipe foi realizada em Miami Beach, na Flórida. Uma das principais locações do vídeo é o prédio da Haddon Hall; neste foram feitas a maioria das cenas, onde Sandy e Junior dançam e cantam a música. O prédio é localizado na rua Collins Av. nº 1500.[carece de fontes?]
O vídeo para "Love Never Fails" foi gravado nos quatro idiomas. Enquanto os clipes em inglês e em espanhol continham mais tomadas, as versões em português e em francês eram mais simples. Por exemplo, não foram gravadas para esses idiomas as tomadas noturnas, nem usou-se a técnica que cria o efeito "slow-motion" na edição final.
No Brasil, apenas o clipe de "Love Never Fails" em inglês foi enviado à MTV. As outras três versões destinaram-se exclusivamente ao mercado internacional, incluindo a versão em português, executada apenas em Portugal.
Para os fãs brasileiros, as outras versões do clipe foram incluídas como extras do DVD Ao Vivo no Maracanã, lançado em 2003.

## Desempenho nas paradas
A canção atingiu o primeiro lugar no Brasil, de acordo com a Crowley Broadcast Analysis. Em Portugal, a versão em português "O Amor Nos Guiará" alcançou o 2º lugar, enquanto na Espanha, "El Amor No Fallará" chegou à 15ª posição. A canção também chegou ao top dez no Chile e Venezuela. Na Itália, o videoclipe da música chegou ao primeiro lugar na parada da MTV local. No México, o single chegou ao 12° lugar. A versão em espanhol também experimentou sucesso na Colômbia e Argentina.

### Gráficos semanais
| Tabelas musicais (2002)                      | Melhor posição |
| -------------------------------------------- | -------------- |
| Brasil (Crowley Broadcast Analysis)          | 1              |
| Chile (Top 20 Anglo) "El Amor No Fallará"    | 7              |
| Espanha (Billboard) "El Amor No Fallará"     | 15             |
| México (Monitor Latino) "El Amor No Fallará" | 12             |
| Portugal (Billboard) "O Amor Nos Guiará"     | 2              |
| Venezuela (APFV) "El Amor No Fallará"        | 2              |

## Lista de faixas
| Brazilian Promo CD Single |                                                        |         |  |
| N.º                       | Título                                                 | Duração |  |
| 1.                        | "Love Never Fails"                                     | 3:36    |  |
| 2.                        | "Love Never Fails (Spanish Fly Remix) (Radio Version)" | 3:03    |  |

| International CDM Promo |                                |         |  |
| N.º                     | Título                         | Duração |  |
| 1.                      | "Love Never Fails"             | 3:36    |  |
| 2.                      | "O Amor Nos Guiará"            | 3:39    |  |
| 3.                      | "El Amor No Fallará"           | 3:36    |  |
| 4.                      | "Love Never Fails (Spanglish)" | 3:36    |  |

| Australia Maxi-Single |                                                        |         |  |
| N.º                   | Título                                                 | Duração |  |
| 1.                    | "Love Never Fails"                                     | 3:36    |  |
| 2.                    | "Love Never Fails (Spanglish Version)"                 | 3:36    |  |
| 3.                    | "Love Never Fails (Spanish Fly Remix) (Radio Version)" | 3:04    |  |
| 4.                    | "Não Dá Pra Não Pensar"                                | 3:54    |  |
| 5.                    | "Love Never Fails (Video) (Enhanced Track)"            |         |  |

| UK Promo CD-R (The Almighty Remixes) |                                            |         |  |
| N.º                                  | Título                                     | Duração |  |
| 1.                                   | "Love Never Fails (Almighty Mix)"          | 7:52    |  |
| 2.                                   | "Love Never Fails (Almighty 12" Dub)"      | 6:28    |  |
| 3.                                   | "El Amor No Fallará (Almighty Mix)"        | 7:48    |  |
| 4.                                   | "Love Never Fails (Almighty Instrumental)" | 7:45    |  |

UK Double Promo (CD/12" Vinyl)
| CD/LP 1 |                                            |         |  |
| N.º     | Título                                     | Duração |  |
| 1.      | "Love Never Fails (Spanish Fly Club Mix)"  | 6:05    |  |
| 2.      | "Love Never Fails (Spanish Fly Radio Mix)" | 3:05    |  |
| 3.      | "Love Never Fails (Almighty Dub)"          | 6:25    |  |
| 4.      | "Love Never Fails (Full Phatt Remix)"      | 3:24    |  |

| CD/LP 2 |                                              |         |  |
| N.º     | Título                                       | Duração |  |
| 1.      | "El Amor No Fallará (Spanish Fly Club Mix)"  | 6:05    |  |
| 2.      | "El Amor No Fallará (Spanish Fly Radio Mix)" | 3:05    |  |
| 3.      | "El Amor No Fallará (Almighty Dub)"          | 6:25    |  |
| 4.      | "El Amor No Fallará (Full Phatt Remix)"      | 3:24    |  |

| USA 12" Vinyl Single (Club Remixes) |                                              |         |  |
| N.º                                 | Título                                       | Duração |  |
| 1.                                  | "El Amor No Fallará (Spanish Fly Club Mix)"  | 6:05    |  |
| 2.                                  | "El Amor No Fallará (Spanish Fly Radio Mix)" | 3:03    |  |
| 3.                                  | "Love Never Fails (Almighty Dub)"            | 6:25    |  |
| 4.                                  | "Love Never Fails (Full Phatt Remix)"        | 3:23    |  |